# Birnessite
La birnessite è un minerale.